# Scopelarchoides kreffti
Scopelarchoides kreffti är en fiskart som beskrevs av Johnson 1972. Scopelarchoides kreffti ingår i släktet Scopelarchoides och familjen Scopelarchidae. Inga underarter finns listade i Catalogue of Life.